# Държавно устройство на Венецуела
Венецуела е федеративна президентска република.

## Законодателна власт
Парламента на Венецуела е еднокамарен, състои се от 167 депутати, избирани за срок от 5 години, чрез пропорционално представителство.